# Piskarki
Piskarki (niem. Piskarken) – wieś w Polsce położona w województwie kujawsko-pomorskim, w powiecie świeckim, w gminie Jeżewo.
W latach 1975–1998 miejscowość administracyjnie należała do województwa bydgoskiego. Według Narodowego Spisu Powszechnego (III 2011 r.) liczyła 131 mieszkańców. Jest trzynastą co do wielkości miejscowością gminy Jeżewo. W parku wiejskim do 2014 roku rósł głóg dwuszyjkowy o obwodzie 150 cm przy objęciu jego ochroną w 1993 roku.

## Historia
Piskarki to stara kociewska wieś. Pierwsza historyczna nazwa pochodzi z 1338 r. i została zapisana jako Pyscarzewicze. Następnie to: Piskarzewicze (1534 r.), Piskarzowice (1543 r.), Piszkarki (1570 r.), Piskarki (1583 r.), niem. Piskarken. Dzisiejsza nazwa wsi jest wtórna, występuje od drugiej połowy XVI wieku. Wcześniej, od XIV wieku do 1543 r. miała postać patronimiczną wywodzącą się od imienia Piskorz.
Pierwsza wzmianka historyczna o wsi pochodzi z 1338 r. i podaje że, między innymi: "... Jarzambcow de Pyscarzewicz" uprawomocnia decyzje zawarte w piśmie z dnia 03.04.1338 r. (dokument rozstrzygał spór graniczny pomiędzy rycerską wsią Taszewo a biskupią - Jeżewo). Pierwszym właścicielem wsi był rycerz Piskorz. w połowie XIV wieku wieś posiadał Jarzambcow. W połowie XVI stulecia osada należała do Bartolomeo Piskarzewskiego. Zapewne pod koniec XVII wieku Piskarki stały się własnością rodu Zboińskich. W 1787 r. wieś kupiła rodzina Wolszlegierów. W 1828 r. Piskarki nabył ród Gordonów z Laskowic, który trzymał ją w swoich rękach do przymusowej parcelacji. Nowe osady zaczęto tworzyć w Piskarkach od 01.05.1931 r. Łącznie rozparcelowano 347,56 ha. Ziemię otrzymali byli dzierżawcy majątku i nowi osadnicy. Każda osada liczyła po około 15 ha.
Pierwsze informacje o obszarze wsi pochodzą z 1570 r. i podają, że wieś miała 3 łany (ok. 51 ha), w 1772 r. - 18 łanów (ok. 306 ha), w 1782 r. - 40 łanów (ok. 680 ha). Do wsi należało również jezioro (dzisiaj nazywane Piskarki). Według osiemnastowiecznego lustratora ziemia w Piskarkach była "wybornej jakości". Pierwsze dane o liczbie ludności pochodzą z 1676 r. i podają, iż we wsi żyło 16 osób, w 1772 r. – 54 mieszkańców, w 1885 r. – 104 osoby.